# Hebe arganthera
Hebe arganthera é uma espécie de planta do gênero Hebe.